# Oradour (Charente)
Oradour település Franciaországban, Charente megyében. Lakosainak száma 155 fő (2022. január 1.). Oradour Barbezières, Lupsault, Mons, Saint-Fraigne, Verdille és Aigre községekkel határos.

## Népesség
A település népessége az elmúlt években az alábbi módon változott:
| Lakosok száma | 296  | 250  | 225  | 203  | 185  | 182  | 164  | 152  | 150  | 155  |
|               | 1968 | 1982 | 1990 | 2006 | 2013 | 2015 | 2017 | 2019 | 2020 | 2022 |